# Cinnycerthia
Cinnycerthia is een geslacht van zangvogels uit de familie winterkoningen (Troglodytidae).

## Soorten
Het geslacht kent de volgende soorten:
- Cinnycerthia fulva – Vosbruine winterkoning
- Cinnycerthia olivascens – Sharpes winterkoning
- Cinnycerthia peruana – Sepiabruine winterkoning
- Cinnycerthia unirufa – Rossige winterkoning